# NGC 1958
NGC 1958 (другое обозначение — ESO 56-SC119) — шаровое скопление в созвездии Золотой Рыбы, расположенное в Большом Магеллановом Облаке. Открыто Джоном Гершелем в 1835 году. В скоплении содержится 9 цефеид, их периоды составляют от 1,25 до 8,8 суток. По диаграмме Герцшпрунга — Рассела доля элементов тяжелее гелия в звёздах скопления составляет 0,008, модуль расстояния — 18,30, возраст — 100—125 миллионов лет, избыток цвета B−V из-за межзвёздного покраснения ― 0,13m.
Этот объект входит в число перечисленных в оригинальной редакции «Нового общего каталога».